# Борисов, Вячеслав Евстафьевич
Вячеслав Евстафьевич Борисов (1861—1941) — военный публицист, писатель и педагог, генерал-лейтенант Русской императорской армии. Участник Белого движения на Юге России.

## Биография
Вячеслав Борисов родился 24 сентября 1861 года; происходил из крестьян Ярославской губернии; православный.
В 1882 году окончил Константиновское военное училище и поступил на военную службу в Русскую императорскую армию. В 1890 году окончил Николаевскую военную академию генерального штаба, служил по Генеральному штабу Российской Империи. Начинал службу в 64-м пехотном Казанском полку.
В 1900 году Вячеслав Евстафьевич Борисов был командирован в Китай начальником штаба отряда генерала Церпицкого.
В 1901 году Борисов был прикомандирован к главному штабу для составления описания похода в Китай 1900—1901 гг.
С 1904 по 1907 год В. Е. Борисов командовал 116-м пехотным Малоярославским полком, затем в 1908 году назначен 2-м обер-квартирмейстером Главного управления Генерального штаба, произведен в генерал-майоры.
В 1909 году Борисов назначен генерал-квартирмейстером штаба Виленского округа и в 1910 году был отправлен в отставку.
Автор многочисленных трудов по военной истории и теории.
После начала Первой мировой войны генерал Борисов был снова призван в действующую армию. В 1915 году состоял генералом для поручений при Главнокомандующем армиями Северо-Западного (затем Западного) фронта, был произведён в генерал-лейтенанты.
С 24 апреля 1916 года — генерал для поручений при начальнике штаба Верховного главнокомандующего, а с 20 мая 1917 года генерал для поручений при Верховном главнокомандующем.

Пополнять недостававшие генерал-квартирмейстеру стратегические качества должен был, привезенный [М. В.] Алексеевым, взятый из отставки, некий генерал Борисов, однополчанин Алексеева, его друг, советник и вдохновитель. Алексеев держал его на каких-то неофициальных должностях, что навлекало на него большие нарекания по двум прежним должностям.
Борисов имел какую-то историю в прошлом, был уволен в отставку и это прервало его карьеру. Маленького роста, кругленький, умышленно неопрятно одетый, державшийся всегда в стороне, он заинтриговал сразу многих, а с прежних мест службы Борисова стали приходить целые легенды о его закулисном влиянии. Позже мне пришлось слышать от одного, весьма авторитетного лица, что генерал Поливанов считал Борисова на границе гениальности с умопомешательством.— Спиридович А. И. Великая Война и Февральская Революция 1914- 1917 годов

Одновременно с Пустовойтенко появился в Ставке Генерального Штаба генерал Борисов, товарищ генерала Алексеева по 64 пехотному Казанскому полку и по Академии Генерального Штаба. Официально генерал Борисов получил назначение состоять при начальнике Штаба, негласно же он стал ближайшим помощником и советником генерала Алексеева.
Маленького роста, довольно толстый, с большой седой головой, генерал Борисов представлял собой редкий экземпляр генерала, физически не опрятного: часто не умытого, не причесанного, косматого, грязного, почти оборванного. Комната его по неделям не выметалась, по неделям же не менялось белье. Когда при дворе зашёл вопрос о приглашении генерала Борисова к столу, там серьёзно задумались: какие принять меры, чтобы представить Государю генерала в сколько-нибудь приличном виде.
С самым серьёзным видом предлагали: накануне свести его в баню, остричь ему волосы и ногти, а в самый день представления велеть денщику привести [327] в порядок его сапоги и костюм. Все опасения, перемешавшись с шутками и остротами, дошли до Государя, который после этого серьёзно заинтересовался допотопной фигурой генерала своей армии. Генерал Воейков, как более знакомый с Борисовым, взялся привести его перед «парадным» выходом в такой, по крайней мере, вид, который бы не очень смутил Государя. Благодаря трудам и искусству генерала Воейкова, Государю так и не пришлось увидеть Борисова в его обычном виде. Последний предстал пред царские очи и вымытым, и выбритым, и даже довольно чисто одетым, так что Государь потом заметил: «Я ожидал гораздо худшего».

В умственном отношении генерал Борисов не лишен был дарований. У него была большая начитанность, даже и в области философских наук. Некоторые считали его очень ученым, иные — философом, а иные — чуть ли не Наполеоном. Большинство же было того мнения, что и ученость, и стратегия, и философия Борисова гармонировали с его внешним видом, а его близость к генералу Алексееву считали вредной и опасной для дела.— Шавельский Г. И. Воспоминания последнего протопресвитера Русской армии и флота
Адмирал А. Д. Бубнов вспоминал: «При генерале Алексееве неотлучно состоял и всюду его сопровождал близкий его приятель и „интимный“ советник генерал Борисов. Он при генерале Алексееве играл роль вроде той, которую при кардинале Ришелье играл о. Жозеф, прозванный „серая эминенция“; так в Ставке Борисова и звали. Он также жил в управлении генерал-квартирмейстера и генерал Алексеев советовался с ним по всем оперативным вопросам, считаясь с его мнением. Весьма непривлекательная внешность этого человека усугублялась крайней неряшливостью, граничащей с неопрятностью. В высшей степени недоступный и даже грубый в обращении, он мнил себя военным гением и мыслителем вроде знаменитого Клаузевица, что, однако, отнюдь не усматривается из его, более чем посредственных писаний на военные темы. По своей политической идеологии он был радикал и даже революционер. В своей молодости он примыкал к активным революционным кругам, едва не попался в руки жандармов, чем впоследствии всегда и хвалился. Вследствие этого он в душе сохранил ненависть к представителям власти и нерасположение, чтобы не сказать более, к престолу, которое зашло так далеко, что он, „по принципиальным соображениям“, отказывался принимать приглашения к царскому столу, к каковому по очереди приглашались все чины Ставки. Однако, при всём этом, он любил свое военное дело и по силе своих способностей посвятил ему всю свою жизнь. Трудно сказать что, кроме этого, могло столь тесно связывать с ним генерала Алексеева; разве что известная общность политической идеологии и одинаковое происхождение.».
Историк А. Я. Аврех писал: «При Алексееве находился некий генерал В. Е. Борисов, с которым он был в дружеских отношениях и всегда держал при себе. Этот генерал никакого официального поста в ставке не занимал, но предполагалось, что Алексеев советуется с ним как с умным военным специалистом. Насколько это соответствовало действительности, сказать трудно. Борисов был довольно странной личностью. Бубнов называл его „серой экселенцией“ Алексеева, сравнивая его роль с ролью О. Жозефа при Ришельё. Он считал Борисова радикалом и даже революционером. В качестве доказательства ненависти последнего к власти Бубнов ссылался на то, что Борисов никогда не принимал приглашений к царскому столу».
С лета 1917 года состоял в резерве чинов при штабе Петроградского военного округа. В феврале 1918 года Борисов участвовал в совещаниях, собранных в связи с разрывом перемирия и наступлением германской армии, а также в составлении тезисов «Общая военная программа на период от заключения мира России с Германией до заключения всеобщего мира».
17 ноября 1918 года Борисов был зачислен в академию Генерального штаба Рабоче-крестьянской Красной армии. Летом 1919 года уехал в отпуск в Киев, из которого назад не вернулся.
В конце 1919 — начале 1920 — во ВСЮР генерала Деникина. В феврале 1920 года эвакуировался из Новороссийска за рубеж.
Будучи в эмиграции, заведовал библиотекой Сербской военной академии; жил в пригороде Белграда. Активно сотрудничал с берлинским журналом «Война и мир».
Вячеслав Евстафьевич Борисов умер 20 мая 1941 года в городе Белграде и был похоронен на Новом кладбище.

## Награды
- Орден Святого Владимира 4-й степени с мечами и бантом (1901);
- Орден Святого Владимира 3-й степени (1906);
- Орден Святого Станислава 1-й степени (1915);
- Орден Святой Анны 1-й степени (1915).

## Избранная библиография
Отдельно были изданы:
- «Древне-русские повестия»; сборн. статей по древ.-рус. воен. истории, вып. I (СПб., 1908 год);
- «Карта Сарматии (нынешней России) во II в. по Р. Х.» (Ковна, 1909—1910 гг.);
- «Осада Риги царем Алексеем Михайловичем в 1656 г.» (Ковна, 1910 год);
- «Стратегия великих полководцев, — искусство вождения армий» (Ковна, 1910 год).

В сборнике «Полтавск. битва» — статья «Описание планов, карт и гравюр Полтавской битвы» (1909 г.).
- «Походы 64 пех. Казан. п. 1642—1700—1886 гг.» (вместе с А. Лицянко);
- «Гипотетические операционные направления» — разбор статьи генерала Леера «Безыдейность» (Варшава, 1897 г.);
- «Стратегические вопросы» — разбор "Стратегии ген. Леера (Варшава, 1897 г.);
- «Работа нач-ка ген. шт., — по практике ген. Мольтке» («Воен. Сборн.» 1898 и 1899 гг.);
- «Из полководческой практики» (Варшава, 1898 год; эта и предыдущая работы переведены на нём. язык).

В «Варшавском военном журнале» (за период 1899—1901 гг.) им были напечатаны
- «Специальность генерального штаба»;
- «Материал для изучения полководч. искусства»;
- «Работы нач-ка ген. шт. — организация упр-ния б. армии»;
- «К вопросу об обороне крепостей»;
- «Исследование Суворовских полей сражений в пределах Варш. воен. окр.»;
- «Новый академ. курс стратегии, — разбор „Стратегии“ ген. Михневича»;
- «Из полководч. практики, — к истории кит. похода»;

В «Русском Инвалиде»ряд статей под заглавием «Заметки по стратегии»;
В «Военном сборнике»
- «Об изучении корреспонденции Наполеона I» (1907 г.);
- «О манёврен. крепостях» (1907 г.),
- «Заметки по древ. рус. воен. истории» (1908 г.)[3].